# Bayazid Bastami
Bayazîd Bastâmî (persan : بايزيد بسطامى) ou Abu Yazîd Bistâmî, de son nom complet Abû Yazîd Tayfûr ibn 'Isa ibn Soroshân al-Bistâmi est un soufi persan. Il est également surnommé « sultân al-'ârifîn » (« le sultan des initiés » ou « le sultan des mystiques »). Il est un des grands noms des débuts du soufisme persan.  
Ses dates de naissance et de mort sont incertaines. Il serait né en 777-778 ou vers 804 à Bastam, dans l'empire abbasside (Iran actuel), et mort en 848 ou 875 (234 ou 261 du calendrier persan), selon les sources. Déjà grande de son vivant, sa réputation a encore crû après sa mort, et son mausolée est devenu un lieu important de pèlerinage.

## Biographie
On  dispose de peu de données biographiques au sujet de Bayazid.
Abû Yazid Bistâmî est né à Bastam, dans une province autrefois appelée Kûmis (aujourd'hui Semnan), au sud-est de la Mer Caspienne, et proche de la province du Khorassan, et c'est là qu'il a passé la plus grande partie de sa vie et que l'on continue à vénérer son tombeau. Le Khorassan est une région importante dans le soufisme, et on peut voir en elle « une terre de pionniers en matière de mystique. »
Al-Bistâmi avait pour ancêtre un certain Sorûshân (que l'on retrouve dans son nom au complet. Il s'agissait d'un mazdéen qui s'était converti à l’islam, si bien que le père de Bayazid fut le premier de la famille qui naquit musulman. Sa mère a semble-t-il joué un rôle important dans sa vocation spirituelle. 
Il a étudié le droit hanéfite et fait au moins une fois le pèlerinage à la Mecque. Pour le reste, il a mené essentiellement une vie de reclus, vivant dans sa maison, dans la mosquée ou encore dans une cellule monacale à l'écart. Cependant, il recevait aussi des visiteurs désirant s'entretenir de sujets sur le soufisme, et il donnait aussi des enseignements.
Il s'agissait de quelqu'un d'intransigeant, comme le montre son habitude de se rincer la bouche avant de prononcer le nom d'Allah,. Il recevait de nombreux visiteurs, venus prendre conseil auprès de lui,. C'est par leur intermédiaire que l'on connaît ses dires. En effet, il n'a rien écrit. Mais on a conservé environ cinq cents chatahât (en) (déclarations extatiques), transmises par son disciple et neveu Abu Musa 'Isa bin Adam, et ses visiteurs, en particulier Abu Musa Dabili. La principale source d'information sur sa vie est Sahlaji (m. 1084) et son Kitâb al-nûr.
Sa mort est datée de 848 ou 875, voire 877. Les faits que l'on a pu établir font plutôt pencher pour la date de 848, et tant l'islamologue Alberto Fabio Ambrosio que Roger Ladrière se rallient à cette date,.

## Œuvre
Bāyazīd n'a rien écrit, mais quelque cinq cents de ses dires ont été recueillis et transmis par deux grandes lignes de transmission, et des parties substantielles de ses propos ont été préservées dans cinq sources principales.

## Pensée
Al-Bistâmi domine la première période du soufisme en Perse, alors même qu'il vient d'une petite localité, à l'écart des grands centres. Il le domine à la fois par son élévation spirituelle et par son influence sur le soufisme en Asie centrale. Initié lui-même par la rûhâniyya (entité spirituelle) du sixième imâm Ja'far al-Sâdiq est considéré comme l'un des fondateurs du courant de la malmatiyya, qui refuse formalisme et extériorisation de la spiritualité. Par ailleurs, il occupe une place de premier plan dans la transmission de certaines tariqa, comme la Naqchabandiyya et la plupart des lignages initiatiques d'Asie centrale s'appuient en général sur Bistâmi.

### Influence de l'hindouisme?
Al-Bistâmi a été considéré comme panthéiste, notamment par le théologien et orientaliste August Tholuck, pour avoir exprimé l'idée de l'omniprésence de Dieu en ces termes : « Allah n'est absent d'aucun lieu. »

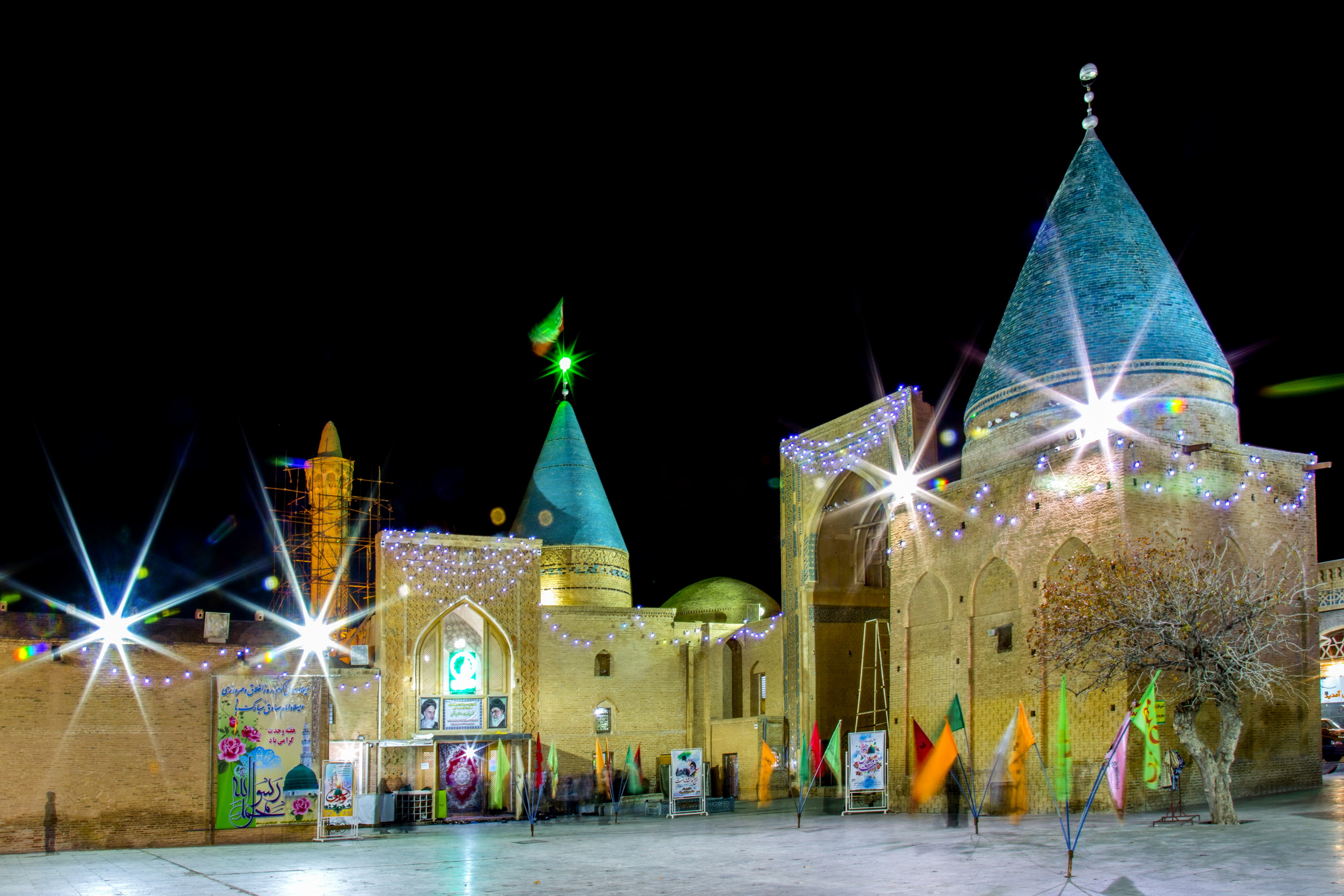
Le mausolée de Yazid Bastami, à Bistam.

Il a eu pour maître un certain Abu Ali al Sindhi (« de la province du Sind »), qui l'aurait initié à l'hindouisme,, et Tholuck, le premier à avoir fait connaître Bistâmi, voit en effet dans sa pensée une influence indienne. Reynold Nicholson voit lui aussi une influence indienne dans la conception que Bistami a de la mort de l'ego, conçue comme fanâ‘ ou annihilation, qui serait proche du nirvana. Mais la question de l'influence de l'hindouisme sur la pensée de Bistâmî est controversée. Mario Martino Moreno identifie plutôt des éléments platoniciens et néo-platoniciens. Gerhard Böwering souligne la différence entre le nirvana, qui est annihilation, et le fanâ' qui est union à Dieu, autrement dit non pas disparition, mais passage d'une réalité terrestre à une réalité spirituelle.

### Refuge en Dieu
Al-Bistâmi renonce à la vie mondaine, mais aussi à la vie future pour ne chercher que Dieu. Ainsi déclare-t-il : « J'ai répudié ce Bas-Monde par la triple formule, complètement et sans retour. ». Et de préciser: « Le premier jour j'ai renonce à ce Bas- Monde et à ce qui s'y trouve; le deuxième jour j'ai renonce à la Vie Future et à ce qu'elle implique, et le troisième j'ai renonce à ce qui est autre qu'Allah. Le quatrième jour il ne me restait rien d'autre qu'Allah. » En fait, al-Bistâmi voit dans la nature humaine un obstacle qu'il faut éliminer par le fanâ' (« extinction, annihilation ») , et ce afin d'arriver à Dieu. Et les promesses de bonheur céleste sont en réalité des sortes de « piège », car elles ne mènent pas à Dieu lui-même mais gardent le croyant « suspendu (...) à une distance de deux portées d'arc » (Coran, sourate 53: 8-9). 

### Lesshatahât
C'est pourquoi, il convient de pratiquer une ascèse sans compromis afin de « fai[re] l'expérience transfigurante de l'unique présence de Dieu en lui-même ». Et Bistami considère donc que l'ascèse et le renoncement ne sont pas suffisants : le renoncement (zuhd) n'est pas une fin en soi ; le but véritable de l'ascète (zāhid) doit être l'union en Dieu. Dieu est la seule fin. C'est de là que viennent les shatahât, ces paroles extatiques et ces paradoxes considérés comme provocateurs, notamment son célèbre : « Louange à moi, louange à moi ! Que ma condition est grande ! », ou encore : « Anā huwa ! » (Je suis Lui !),. Et l'on comprend qu'à un fidèle qui l'interrogeait sur le rituel de la prière et la manière d'élever les mains, il ait répondu : « Efforce-toi d'élever ton cœur vers Allah », mettant ainsi l'accent sur l'intention davantage que sur le rituel.
Certaines de ces déclarations lui ont d'ailleurs valu d'être chassé à différentes reprises de sa ville natale,. De tels propos peuvent en effet choquer le croyant orthodoxe, qui refuse toute idée d'assimilation de Dieu à ses créatures. On peut y voir aussi une forme d'orgueil, voire une simple divagation irrationnelle. Cependant, à l'encontre de l'idée d'un Dieu transcendant et lointain, Abu Yazid met l'accent sur un Dieu qui répond à l'amour des hommes, ou même dont l'amour précède celui des hommes.
Jalal al-din Rumi prend la défense de Beyazid dans le livre IV de son Mathnawi, où il explique par le biais d'une anecdote que les déclarations d'un saint pendant un état d'extase ne doivent pas être jugées selon les critères humains.
C'est dans ce même esprit qu'il considère les prodiges (karāmāt) que, dit-on, il pouvait accomplir : il en faisait peu de cas. Ainsi, on raconte que les deux rives du Tigre s'étaient rapprochées suffisamment pour qu'il pût traverser le fleuve à pied ; mais il préféra louer les services d'un passeur,. Il enseignait que la sainteté d'un homme doit être mesurée non à l'aune des prodiges qu'il accomplit, mais de sa conduite et de ses œuvres.

## Pèlerinages
Abû Yazid Bistâmî devint très connu de son vivant déjà, et sa réputation s'amplifia après sa mort. Plusieurs siècles après sa mort, la dynastie des Ilkhanides continuait à le révérer et à agrandir son mausolée en y ajoutant de nombreuses constructions annexes. C'est ainsi que depuis fort longtemps la tombe est l'objet de visites pieuses (ziyarât) et de pèlerinages extra-canoniques, liés à la piété populaire (c'est-à-dire non reconnus par l'islam officiel). Parmi ces visites, le pèlerinage de l'urs du saint, le 14 du mois de ramadan, au cours duquel les pèlerins viennent célébrer le décès de Bistâmi et son union mystique avec Dieu. On sait aussi que le grand mystique al-Hujwiri se rendait parfois sur la tombe de Bistâmi pour y accomplir des ablutions rituelles afin de trouver des solutions à des problèmes d'ordre spirituel.
Par ailleurs, la dynastie ottomane a montré son attachement et sa vénération à Abû Yazid Bistâmî, puisque deux de ses sultans ont porté son nom: Bāyazīd I et Bāyazīd II.

#### Traduction
- Abû Yazid Bistami (trad. de l'arabe, présentation (p. 9-30) et notes par Abdelwahab Meddeb), Les Dits de Bistami (shatahât), Paris, Fayard, 1989, 207 p. (ISBN 2-213-02382-4).

#### Sources
- Hujwirî (trad. du persan, présenté et annoté par Djamshid Mortazavi), Somme spirituelle, Paris, Sindbad, 1988, 482 p. (ISBN 2-7274-0149-3), p. 136-138
- Farid-ud-Din 'Attar (traduit d'après le ouïgour par A. Pavet de Courteille), Le mémorial des saints, Paris, Seuil, coll. « Points Sagesses », 1976, 309 p. (ISBN 978-2-02-004468-4), p. 154-184

#### Études
- (en) Gerhard Böwering, « BESṬĀMĪ, BĀYAZĪD », sur iranicaonline.org, Encyclopædia Iranica, 15 décembre 1989 (consulté le 3 février 2023).
- Henry Corbin, Histoire de la philosophie islamique, Paris, Gallimard, coll. « Folio / Essais », 1986, 546 p. (ISBN 2-07-032353-6), p. 269-271
- Emile Dermenghem, Vies des saints muslumans, Arles, Actes Sud / Sinbad, coll. « La bibliothèque de l'islam », 2005 [1981] (1re éd. 1943), 329 p. (ISBN 2-7427-5717-1), p. 143-175.
- Alexandre Popovic (Dir.) et Gilles Veinstein (Dir.), Les Voies d'Allah. Les ordres mystiques dans le monde musulman des origines à aujourd'hui, Paris, Fayard, 1996, 711 p. (ISBN 978-2-213-59449-1).
- (en) Hellmut Ritter (de) (trad. de l'allemand par John O'Kane), The Ocean of the Soul. Men, the World and God in the Stories of Farīd al-Dīn ‘Aṭṭār [« Das Meer der Seele. Mensch, Welt und Gott in den Geschichten des Farīduddīn ʿAṭṭār »], Leide, Brill, 2003 (1re éd. 1958), 844 p. (ISBN 978-9-004-12068-6)
- (de) Hellmut Ritter, « Die Ausspruche des Bayezid Bistami. Eine vorläufige Skizze », dans Fritz Meier (hrsg.), Westöstliche Abhandlungen. Rudolf Tschudi zum 70. Geburtstag überreicht von Freunden und Schülern, Wiesbaden, Harrassowitz, 1954, 365 p. (lire en ligne), p. 231-243
- Annemarie Schimmel, Le soufisme ou les dimensions mystiques de l'islam, Paris, Cerf, 2022 (1re éd. 1975), 630 p. (ISBN 978-2-204-14864-1), p. 70-75 et passim.
- Janine Sourdel et Dominique Sourdel, Dictionnaire historique de l'islam, Paris, PUF, 1996, p. 162.